# Цивильский район
Циви́льский райо́н (чув. Ҫӗрпӳ районӗ) — административно-территориальная единица в составе Чувашской Республики Российской Федерации. В границах района образован одноимённый муниципальный округ (в 2004—2022 годах — муниципальный район).
Административный центр — город Цивильск.

## География

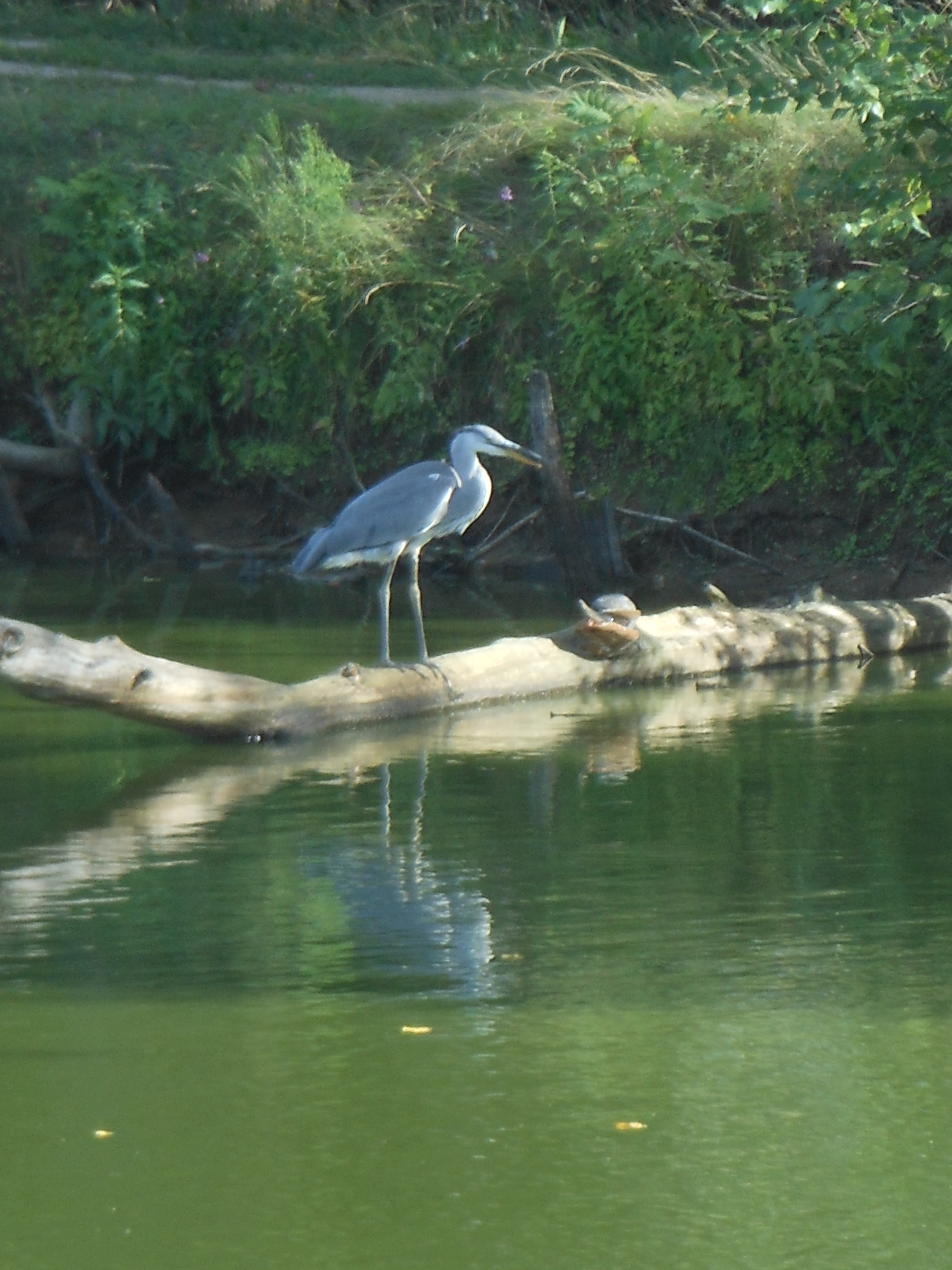
На водоёмах района обитают цапли. Август 2015, близ деревни Байгеево на Цивиле

Расположен в северо-восточной части Чувашии. На севере и северо-западе граничит с Чебоксарским районом, на северо-востоке — с Мариинско-Посадским, на востоке — с Козловским, на юго-востоке — с Урмарским, на юге — с Канашским, на западе — с Красноармейским районами. Территория района — 790,8 км².

## История
Район образован 5 сентября 1927 года. 15 февраля 1944 года часть территории Цивильского района была передана в новый Чурачикский район. 21 июля 1959 года к Цивильскому району были присоединены части территорий упразднённых Октябрьского и Чурачикского районов.

## Население
| 1939    | 1959    | 1970    | 1979    | 1989    | 1993    | 1997    | 2001    | 2002    |
| ------- | ------- | ------- | ------- | ------- | ------- | ------- | ------- | ------- |
| 46 124  | ↗47 160 | ↘46 189 | ↘41 108 | ↘37 581 | ↘36 900 | ↘25 900 | ↗36 800 | ↗38 744 |
| 2005    | 2009    | 2010    | 2011    | 2012    | 2013    | 2014    | 2015    | 2016    |
| ↘38 300 | ↘37 956 | ↘36 772 | ↘36 680 | ↘36 575 | ↘36 518 | ↘36 424 | ↘36 332 | ↘36 234 |
| 2017    | 2018    | 2019    | 2020    | 2021    | 2024    |         |         |         |
| ↘36 023 | ↘35 796 | ↘35 375 | ↘34 927 | ↘31 944 | ↘31 134 |         |         |         |

### Урбанизация
В городских условиях (город Цивильск) проживают 40,99 % населения района.

### Национальный состав
По данным переписи населения 2010 года в населении Цивильского района преобладают чуваши (84 %), русские проживают в Цивильске, и в населённых пунктах, расположенных в непосредственной близости от города. Около половины населения села Рындино и деревни Новая Деревня — русские. Русские составляют значительную долю населения в посёлках Опытный, Молодёжный и села Иваново.
| Национальность | Число указавших национальность и доля от населения района |
| -------------- | --------------------------------------------------------- |
| Чуваши         | 84,31 % (31 003)                                          |
| Русские        | 13,05 % (4 800)                                           |
| Татары         | 0,87 % (319)                                              |

## Территориальное устройство
В рамках административно-территориального устройства, район делится на 17 административно-территориальных единиц — 1 городское и 16 сельских поселений.
В рамках организации местного самоуправления с 2004 по 2022 гг. муниципальный район включал 17 муниципальных образований, в том числе 1 городское и 16 сельских поселений, которые к 1 января 2023 года были упразднены и объединены в единый муниципальный округ.
| №  | Поселение                               | Административный центр    | Количество населённых пунктов | Население (чел.) | Площадь (км²) |
| -- | --------------------------------------- | ------------------------- | ----------------------------- | ---------------- | ------------- |
| 1  | Цивильское городское поселение          | город Цивильск            | 1                             | ↘12 762          | 8,62          |
| 2  | Богатырёвское сельское поселение        | село Богатырёво           | 14                            | ↘1292            | 64,89         |
| 3  | Булдеевское сельское поселение          | деревня Булдеево          | 11                            | ↘1121            | 52,37         |
| 4  | Второвурманкасинское сельское поселение | деревня Вторые Вурманкасы | 9                             | ↘1518            | 40,40         |
| 5  | Игорварское сельское поселение          | село Игорвары             | 8                             | ↘890             | 50,71         |
| 6  | Конарское сельское поселение            | посёлок Конар             | 9                             | ↘1280            | 55,46         |
| 7  | Малоянгорчинское сельское поселение     | деревня Малое Янгорчино   | 13                            | ↘1257            | 62,38         |
| 8  | Медикасинское сельское поселение        | деревня Медикасы          | 10                            | ↘540             | 34,55         |
| 9  | Михайловское сельское поселение         | деревня Михайловка        | 7                             | ↘1072            | 30,84         |
| 10 | Опытное сельское поселение              | посёлок Опытный           | 8                             | ↘2491            | 53,89         |
| 11 | Первостепановское сельское поселение    | село Первое Степаново     | 10                            | ↘707             | 52,89         |
| 12 | Поваркасинское сельское поселение       | деревня Поваркасы         | 5                             | ↘778             | 39,66         |
| 13 | Рындинское сельское поселение           | село Рындино              | 7                             | ↘1461            | 55,98         |
| 14 | Таушкасинское сельское поселение        | деревня Таушкасы          | 7                             | ↘1315            | 57,45         |
| 15 | Тувсинское сельское поселение           | деревня Тувси             | 6                             | ↘888             | 38,83         |
| 16 | Чиричкасинское сельское поселение       | деревня Чиричкасы         | 8                             | ↘927             | 57,12         |
| 17 | Чурачикское сельское поселение          | село Чурачики             | 6                             | ↘1913            | 34,76         |

## Населённые пункты
В Цивильском районе (муниципальном округе) расположено 139 населённых пунктов, из которых 1 город и 138 сельских населённых пунктов:
| №   | Населённый пункт  | Тип     | Население | Поселение                               |
| --- | ----------------- | ------- | --------- | --------------------------------------- |
| 1   | Акнязево          | деревня | ↗124      | Булдеевское сельское поселение          |
| 2   | Актай             | деревня | ↗64       | Богатырёвское сельское поселение        |
| 3   | Акташкасы         | деревня | ↗128      | Булдеевское сельское поселение          |
| 4   | Амачкасы          | деревня | ↗60       | Первостепановское сельское поселение    |
| 5   | Анаткасы          | деревня | ↗96       | Первостепановское сельское поселение    |
| 6   | Анишкасы          | деревня | ↗123      | Чиричкасинское сельское поселение       |
| 7   | Анишхири          | деревня | ↘60       | Чиричкасинское сельское поселение       |
| 8   | Антраки           | деревня | ↗30       | Таушкасинское сельское поселение        |
| 9   | Анчиккасы         | деревня | ↗69       | Медикасинское сельское поселение        |
| 10  | Байгеево          | деревня | ↘236      | Таушкасинское сельское поселение        |
| 11  | Байдуши           | деревня | ↗251      | Малоянгорчинское сельское поселение     |
| 12  | Богатырёво        | село    | ↘404      | Богатырёвское сельское поселение        |
| 13  | Большие Крышки    | деревня | ↘13       | Конарское сельское поселение            |
| 14  | Большие Тиуши     | деревня | ↗107      | Богатырёвское сельское поселение        |
| 15  | Большое Тугаево   | деревня | ↗239      | Первостепановское сельское поселение    |
| 16  | Борзайкасы        | деревня | ↗51       | Медикасинское сельское поселение        |
| 17  | Булдеево          | деревня | ↗187      | Булдеевское сельское поселение          |
| 18  | Верхние Анатриялы | деревня | ↗88       | Рындинское сельское поселение           |
| 19  | Верхние Кунаши    | деревня | ↗87       | Михайловское сельское поселение         |
| 20  | Верхние Хыркасы   | деревня | ↗174      | Богатырёвское сельское поселение        |
| 21  | Верхняя Шорсирма  | деревня | ↗77       | Богатырёвское сельское поселение        |
| 22  | Визикасы          | село    | ↗152      | Малоянгорчинское сельское поселение     |
| 23  | Вотланы           | деревня | ↗97       | Медикасинское сельское поселение        |
| 24  | Второе Чемерчеево | деревня | ↗149      | Михайловское сельское поселение         |
| 25  | Вторые Вурманкасы | деревня | ↗822      | Второвурманкасинское сельское поселение |
| 26  | Вторые Вурманкасы | деревня | ↗117      | Чурачикское сельское поселение          |
| 27  | Вторые Синьялы    | деревня | ↘62       | Первостепановское сельское поселение    |
| 28  | Вторые Тойзи      | деревня | ↘131      | Конарское сельское поселение            |
| 29  | Вторые Тюрары     | деревня | ↗68       | Медикасинское сельское поселение        |
| 30  | Вурманкасы        | деревня | ↗49       | Малоянгорчинское сельское поселение     |
| 31  | Вурмеры           | деревня | ↗217      | Булдеевское сельское поселение          |
| 32  | Вурумсют          | деревня | ↗158      | Булдеевское сельское поселение          |
| 33  | Вутакасы          | деревня | ↗99       | Первостепановское сельское поселение    |
| 34  | Елаши             | деревня | ↗227      | Малоянгорчинское сельское поселение     |
| 35  | Елюй              | деревня | ↗97       | Булдеевское сельское поселение          |
| 36  | Елюккасы          | деревня | ↗221      | Поваркасинское сельское поселение       |
| 37  | Иваново           | село    | ↘112      | Опытное сельское поселение              |
| 38  | Игорвары          | село    | ↗462      | Игорварское сельское поселение          |
| 39  | Имбюрти           | деревня | ↗282      | Таушкасинское сельское поселение        |
| 40  | Иремкасы          | деревня | ↗49       | Первостепановское сельское поселение    |
| 41  | Искеево-Яндуши    | деревня | ↘323      | Опытное сельское поселение              |
| 42  | Калиновка         | деревня | ↗85       | Медикасинское сельское поселение        |
| 43  | Камайкасы         | деревня | ↗157      | Чурачикское сельское поселение          |
| 44  | Каткасы           | деревня | ↗148      | Поваркасинское сельское поселение       |
| 45  | Килейкасы         | деревня | ↗172      | Конарское сельское поселение            |
| 46  | Кисербоси         | деревня | ↗87       | Игорварское сельское поселение          |
| 47  | Конар             | посёлок | ↘728      | Конарское сельское поселение            |
| 48  | Коснарбоси        | деревня | ↘41       | Тувсинское сельское поселение           |
| 49  | Красная Горка     | деревня | ↘78       | Второвурманкасинское сельское поселение |
| 50  | Кукары            | деревня | ↗58       | Игорварское сельское поселение          |
| 51  | Лесные Крышки     | деревня | →7        | Конарское сельское поселение            |
| 52  | Липсеры           | деревня | ↘132      | Тувсинское сельское поселение           |
| 53  | Малиновка         | деревня | ↗48       | Игорварское сельское поселение          |
| 54  | Малое Янгорчино   | деревня | ↗267      | Малоянгорчинское сельское поселение     |
| 55  | Малые Тиуши       | деревня | ↗138      | Богатырёвское сельское поселение        |
| 56  | Мамликасы         | деревня | ↗121      | Малоянгорчинское сельское поселение     |
| 57  | Медикасы          | деревня | ↗232      | Медикасинское сельское поселение        |
| 58  | Михайловка        | деревня | ↗544      | Михайловское сельское поселение         |
| 59  | Молодёжный        | посёлок | ↗328      | Михайловское сельское поселение         |
| 60  | Мунсют            | деревня | ↗421      | Игорварское сельское поселение          |
| 61  | Нижние Анатриялы  | деревня | ↗72       | Рындинское сельское поселение           |
| 62  | Нижние Кибекси    | деревня | ↗274      | Рындинское сельское поселение           |
| 63  | Нижние Кунаши     | деревня | ↗207      | Михайловское сельское поселение         |
| 64  | Нижние Хыркасы    | деревня | ↗16       | Богатырёвское сельское поселение        |
| 65  | Нижняя Шорсирма   | деревня | ↗176      | Богатырёвское сельское поселение        |
| 66  | Новая Деревня     | деревня | →92       | Рындинское сельское поселение           |
| 67  | Новое Акташево    | деревня | →65       | Конарское сельское поселение            |
| 68  | Новое Булдеево    | деревня | ↘67       | Опытное сельское поселение              |
| 69  | Новое Сюрбеево    | деревня | ↗183      | Чурачикское сельское поселение          |
| 70  | Новые Чурачики    | деревня | ↗34       | Чурачикское сельское поселение          |
| 71  | Новые Ямаши       | деревня | ↗34       | Поваркасинское сельское поселение       |
| 72  | Нюрши             | деревня | ↗325      | Чиричкасинское сельское поселение       |
| 73  | Ойкасы            | деревня | ↘54       | Малоянгорчинское сельское поселение     |
| 74  | Опнеры            | деревня | ↗93       | Таушкасинское сельское поселение        |
| 75  | Опытный           | посёлок | ↘1555     | Опытное сельское поселение              |
| 76  | Орбаши            | деревня | ↗137      | Второвурманкасинское сельское поселение |
| 77  | Оттекасы          | деревня | ↘37       | Тувсинское сельское поселение           |
| 78  | Первое Семеново   | деревня | ↗342      | Рындинское сельское поселение           |
| 79  | Первое Степаново  | село    | ↗251      | Первостепановское сельское поселение    |
| 80  | Первое Чемерчеево | деревня | ↘192      | Опытное сельское поселение              |
| 81  | Первомайское      | деревня | ↗191      | Второвурманкасинское сельское поселение |
| 82  | Первые Вурманкасы | деревня | ↗183      | Игорварское сельское поселение          |
| 83  | Первые Тойси      | деревня | ↗136      | Чиричкасинское сельское поселение       |
| 84  | Поваркасы         | деревня | ↗508      | Поваркасинское сельское поселение       |
| 85  | Резинкино         | деревня | ↗55       | Второвурманкасинское сельское поселение |
| 86  | Рындино           | село    | ↗927      | Рындинское сельское поселение           |
| 87  | Свобода           | выселок | ↘3        | Малоянгорчинское сельское поселение     |
| 88  | Синьял-Котяки     | деревня | ↗150      | Опытное сельское поселение              |
| 89  | Синьялы           | деревня | ↘56       | Малоянгорчинское сельское поселение     |
| 90  | Синьялы           | деревня | ↗104      | Тувсинское сельское поселение           |
| 91  | Ситчараки         | деревня | ↗187      | Второвурманкасинское сельское поселение |
| 92  | Словаши           | деревня | ↗140      | Игорварское сельское поселение          |
| 93  | Старое Акташево   | деревня | ↗207      | Конарское сельское поселение            |
| 94  | Староселка        | деревня | ↘192      | Опытное сельское поселение              |
| 95  | Степное Тугаево   | деревня | ↗268      | Первостепановское сельское поселение    |
| 96  | Сюлескеры         | деревня | ↗134      | Богатырёвское сельское поселение        |
| 97  | Сюткасы           | деревня | ↗107      | Булдеевское сельское поселение          |
| 98  | Сятры             | деревня | ↗67       | Игорварское сельское поселение          |
| 99  | Табанары          | деревня | ↘88       | Второвурманкасинское сельское поселение |
| 100 | Таганы            | деревня | ↗238      | Поваркасинское сельское поселение       |
| 101 | Татарские Кунаши  | деревня | ↗146      | Михайловское сельское поселение         |
| 102 | Таушкасы          | деревня | ↘752      | Таушкасинское сельское поселение        |
| 103 | Тебикасы          | деревня | ↗215      | Второвурманкасинское сельское поселение |
| 104 | Тиньговатово      | деревня | ↗284      | Булдеевское сельское поселение          |
| 105 | Тожможары         | деревня | ↗67       | Булдеевское сельское поселение          |
| 106 | Тойси             | село    | ↗139      | Чиричкасинское сельское поселение       |
| 107 | Толбайкасы        | деревня | ↗26       | Малоянгорчинское сельское поселение     |
| 108 | Топнеры           | деревня | ↗103      | Чиричкасинское сельское поселение       |
| 109 | Топтул            | деревня | ↗48       | Богатырёвское сельское поселение        |
| 110 | Торваши           | деревня | ↗141      | Таушкасинское сельское поселение        |
| 111 | Торханы           | деревня | ↗82       | Чурачикское сельское поселение          |
| 112 | Третьи Вурманкасы | деревня | ↗119      | Первостепановское сельское поселение    |
| 113 | Три-Избы          | деревня | ↘112      | Рындинское сельское поселение           |
| 114 | Тувси             | деревня | ↗599      | Тувсинское сельское поселение           |
| 115 | Тюнзыры           | деревня | ↘233      | Таушкасинское сельское поселение        |
| 116 | Тюрары            | деревня | ↗188      | Медикасинское сельское поселение        |
| 117 | Тяптикасы         | деревня | ↘59       | Малоянгорчинское сельское поселение     |
| 118 | Унгасемы          | деревня | ↗193      | Богатырёвское сельское поселение        |
| 119 | Урезекасы         | деревня | ↗102      | Булдеевское сельское поселение          |
| 120 | Харитоновка       | деревня | ↘9        | Опытное сельское поселение              |
| 121 | Хорамалы          | деревня | ↘234      | Конарское сельское поселение            |
| 122 | Хорнвары          | деревня | ↘107      | Малоянгорчинское сельское поселение     |
| 123 | Хорнзор           | деревня | ↗134      | Богатырёвское сельское поселение        |
| 124 | Хорнуй            | деревня | ↗26       | Медикасинское сельское поселение        |
| 125 | Хутор Шинеры      | деревня | →17       | Конарское сельское поселение            |
| 126 | Цивильск          | город   | ↘12 762   | Цивильское городское поселение          |
| 127 | Цивильск          | станция | ↗60       | Михайловское сельское поселение         |
| 128 | Чиричкасы         | деревня | ↗363      | Чиричкасинское сельское поселение       |
| 129 | Чирши             | деревня | ↗89       | Первостепановское сельское поселение    |
| 130 | Чирши             | деревня | ↗89       | Тувсинское сельское поселение           |
| 131 | Чиршкасы          | деревня | ↗87       | Богатырёвское сельское поселение        |
| 132 | Чурачики          | село    | ↗1911     | Чурачикское сельское поселение          |
| 133 | Шальчакасы        | деревня | ↗84       | Медикасинское сельское поселение        |
| 134 | Шинары            | деревня | ↗7        | Богатырёвское сельское поселение        |
| 135 | Шинеры            | село    | ↘32       | Чиричкасинское сельское поселение       |
| 136 | Шордауши          | деревня | ↗115      | Булдеевское сельское поселение          |
| 137 | Юськасы           | деревня | 18        | Медикасинское сельское поселение        |
| 138 | Янзакасы          | деревня | ↗84       | Второвурманкасинское сельское поселение |
| 139 | Янорсово          | деревня | ↗130      | Малоянгорчинское сельское поселение     |

## Природа

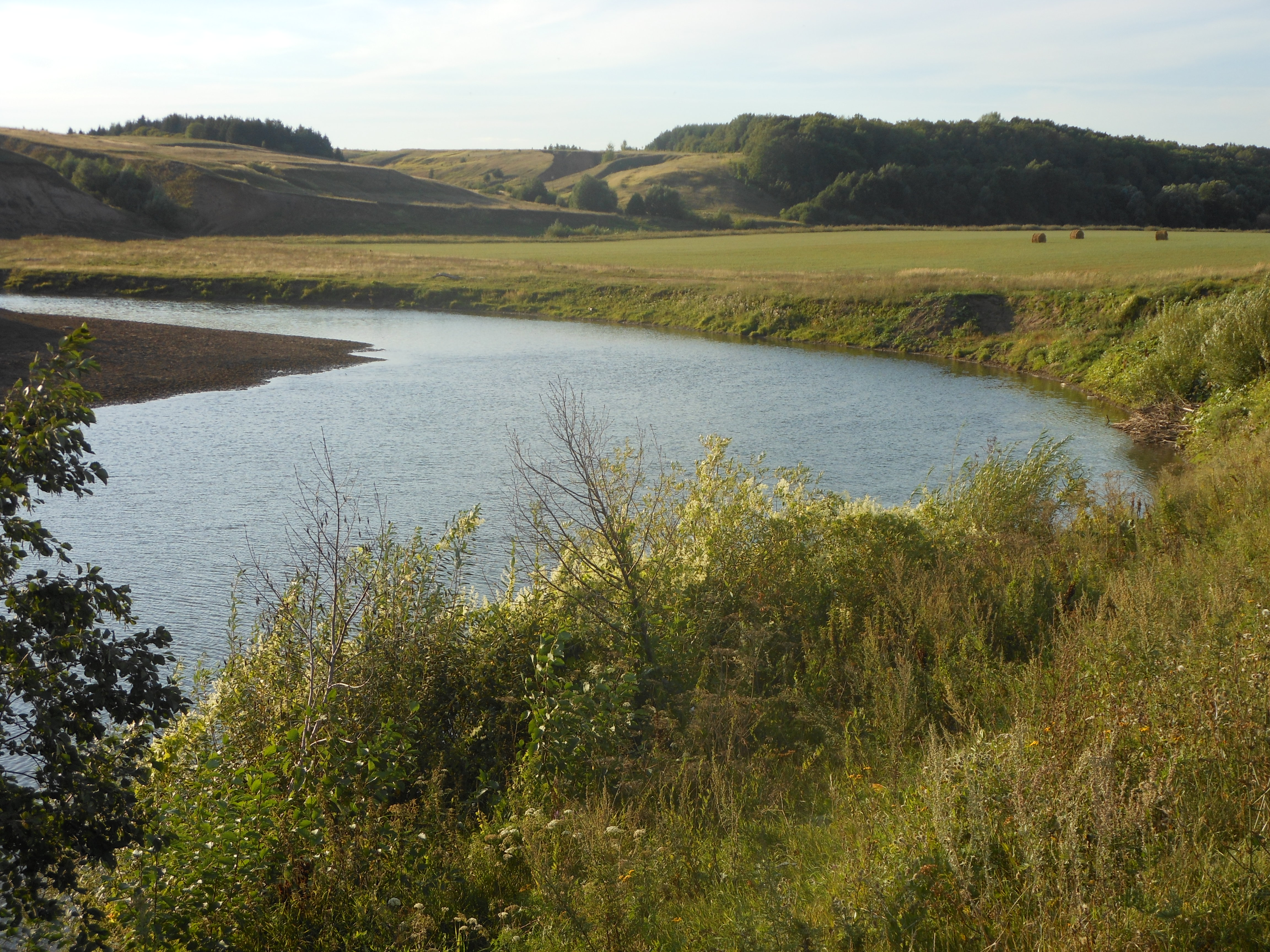
Вечерняя заря на Цивиле

Цивильский район расположен в пределах Чувашского плато. По рельефу это пологохолмистая равнина, сильно расчлененная оврагами, долинами рек. Широко распространены овраги, их глубина от 5 до 35 м, а протяженность до 10—12 км. Полезными ископаемыми район беден. Учтено тринадцать мелких месторождений торфа, используемого в сельском хозяйстве в качестве удобрения. Торфяники разрабатываются в долинах Малого Цивиля и Унги. Одно месторождение известняков — Антракское, в 13 км юго-западнее от Цивильска, разрабатывается для производства известковой муки, применяемой в известковании кислых почв; три мелких месторождения кирпичных глин, одно из них, вблизи Цивильска, даёт сырьё для производства кирпича.
Климат района умеренно континентальный с продолжительной холодной зимой и умеренно жарким летом. Средняя температура января −12,8 °C, абсолютный минимум −46 °C; средняя температура июля 18,8 °C, абсолютный максимум достигал 43 °C. Среднегодовое количество осадков составляет 446 мм.
Гидрографическая сеть района представлена реками Большой Цивиль, Малый Цивиль, Унга, Аниш с их притоками. Большой Цивиль по территории района протекает 50-километровым участком среднего течения. Наиболее крупный левый приток Большого Цивиля — Унга. Малый Цивиль по территории района протекает 20-километровым участком ниж. течения. Основным источником питания рек является снежный покров, его доля в годовом стоке составляет 80—90 %.
На территории района представлены дерново-слабоподзолистые, на западе и северо-западе светло-серые лесные, на востоке типичносерые лесные, тёмно-серые лесные почвы, в междуречье Большого и Малого Цивилей — оподзоленные чернозёмы. Дерново-слабоподзолистые и светло-серые лесные почвы неустойчивы к эрозии, остальные типы почв — среднеустойчивы. В ландшафте района преобладают открытые пространства полей, среди которых разбросаны отдельные небольшие дубравы, участки берёзового леса. Цивильский район — один из наименее лесистых районов, его лесистость составляет 9,3 %. Большие площади территории заняты лугами и степными участками (до 13 %). Естественная степная растительность сохранилась по неудобным землям.

## Экономика
Район характеризуется высокотоварным сельским хозяйством. Специализация сельскохозяйственного производства — мясо-молочное скотоводство с развитым свиноводством, птицеводством и хмелеводством. Цивильский район производит мясо, молоко, картофель. В общем объёме валовой продукции сельскохозяйственные доли растениеводства и животноводства равны. Район исконно хмелеводческий: производством хмеля здесь занята значительная часть хозяйств.
Основу промышленного производства составляют предприятия текстильной, пищевой, металлообрабатывающей, строительной отрасли. Наиболее крупные — кирпичный завод и предприятие по выпуску электротехнического оборудования.
Всего 37 предприятий находятся в районном центре, где ремонтируют автомобили и сельскую технику, производят сборный железобетон, ткани. В пищевой отрасли лидируют молочная и хлебопекарная сферы. Среди других видов продукции пищевой промышленности — овощные и фруктовые консервы, соки, кондитерские изделия, пиво, картофельный крахмал, производство бекона и др.
Функционирует физкультурно-оздоровительный комплекс с бассейном, построенный для района компанией «Газпром».
В районе выходит газета «Цивильский вестник» — «Ҫӗрпӳ хыпарҫи».

## Транспорт
На территории Цивильского района функционирует железнодорожный и автомобильный транспорт. Протяжённость железных дорог составляет 31 км, автомобильных дорог — 310 км. Плотность сети автомобильных и железных дорог на единицу площади здесь вдвое выше, чем в среднем по Чувашии. Северо-восточную часть района пересекает железная дорога «Канаш — Чебоксары». На этом участке расположена ст. Цивильск (Михайловка), скорый поезд Чебоксары — Москва делает здесь минутную остановку. На линии «Канаш — Чебоксары» курсирует три пригородных поезда в сутки. Район пересекают автодороги федерального значения: «Нижний Новгород — Казань»; «Цивильск — Ульяновск — Сызрань», а также «Йошкар-Ола — Цивильск», «Мариинский Посад — Цивильск», «Цивильск — Красноармейское». Данные транспортные коммуникации составляют основу транспортной сети, по которым осуществляются внешние и внутренние связи района.
Глава Цивильского района — Председатель Собрания депутатов Цивильского района: Баранова Татьяна Владимировна.
Глава администрации Цивильского района: Иванов Алексей Викторович.

## Люди, связанные с районом
См.: Родившиеся в Цивильском районе
- Александров, Андрей Юрьевич — ректор ЧГУ им. И. Н. Ульянова.
- Искеев Пайдул — чувашский поэт.
- Чулгась, Кузьма Афанасьевич — чувашский советский писатель, прозаик, переводчик. Член Союза писателей СССР.
- Филимонов, Даниил Филимонович — писатель, педагог, архиепископ.
- Фёдор Павлов — чувашский писатель-драматург и композитор.
- Ленский, Леонид Александрович — российский физик, профессор кафедры физики Московского государственного агроинженерного университета имени В. П. Горячкина (МГАУ). Доктор сельскохозяйственных наук, Заслуженный деятель науки РФ.